# یواس‌اس چنتیکلر (اس‌پی-۶۶۳)
یواس‌اس چنتیکلر (اس‌پی-۶۶۳) (به انگلیسی: USS Chanticleer (SP-663)) یک کشتی بود که طول آن ۳۷ فوت ۵ اینچ (۱۱٫۴۰ متر) بود. این کشتی در سال ۱۹۱۷ ساخته شد.